# 1985
1985 (MCMLXXXV) je bilo navadno leto, ki se je po gregorijanskem koledarju začelo na torek. Leto je bilo proglašeno za mednarodno leto mladih.

## Dogodki
- 15. januar – Narodni kongres Brazilije izvoli Tancreda Nevesa za predsednika Brazilije, s čimer se konča 21-letno obdobje vojaške vladavine v državi.
- 28. januar – skupina glasbenikov z imenom USA for Africa posname dobrodelni singl »We Are the World«.
- 16. februar – Izrael prične z umikom vojaških enot iz Libanona.
- 3. marec – potres z močjo 8,0 po momentni magnitudni lestvici prizadene območji mest Santiago in Valparaíso v Čilu.
- 8. marec – avtomobil-bomba, nastavljen v Bejrutu v poskusu atentata na verskega voditelja Mohameda Huseina Fadlalaha, ubije 80 ljudi.
- 11. marec – Mihail Gorbačov postane generalni sekretar Komunistične partije Sovjetske zveze in de facto voditelj države.
- 17. marec – v japonskem mestu Cukuba odprejo svetovno razstavo Expo '85.
- 15. april – Južna Afrika odpravi prepoved medrasnih porok.
- 16. maj – znanstveniki Britanske antarktične odprave oznanijo obstoj ozonske luknje.
- 25. maj – tropski ciklon povzroči smrt okrog 10.000 ljudi v Bangladešu.
- 14. junij – pet držav članic Evropske gospodarske skupnosti podpiše Schengenski sporazum in ustvari Schengensko območje brez mejnega nadzora na notranjih mejah.
- 17. – 24. junij – na krovu raketoplana Discovery (misija STS-51-G) poleti v vesolje prvi Arabec in prvi musliman, Sultan bin Salman bin Abdul-Aziz Al Saud.
- 13. julij – dobrodelna koncerta Live Aid v Londonu in Filadelfiji zbereta preko 50 milijonov funtov za pomoč žrtvam lakote v Etiopiji.
- 24. julij – podjetje Commodore predstavi prvi računalnik Amiga.
- 1. september – raziskovalci odkrijejo razbitino ladje RMS Titanic
- 19. september – v potresu v Mexico Cityju z močjo po Richterjevi lestvici umre okrog 10.000 ljudi.
- 3. oktober – prvi polet raketoplana Atlantis.
- 7. oktober – pripadniki Palestinske osvobodilne fronte ugrabijo potniško ladjo Achille Lauro in zahtevajo izpustitev članov PLO iz izraelskih zaporov.
- 12. november – popolni sončev mrk je viden nad Antarktiko.
- 13. november – izbruh ognjenika Nevado del Ruiz blizu mesta Armero v Kolumbiji zahteva 23.000 žrtev.
- 14. november –  tajni sestanek med slovenskimi in srbskimi intelektualci v gostilni Mrak v Ljubljani na katerem med drugim ugotovijo, “da je z obstoječo Jugoslavijo, v kateri se vsi počutimo le slabo, konec”,  ter se sprejo glede pogledov kako naj bo urejena tretja Jugoslavija.
- 19. november – v Ženevi se prvič sestaneta ameriški predsednik Ronald Reagan in sovjetski voditelj Mihail Gorbačov.
- 20. november – podjetje Microsoft predstavi prvo različico svojega operacijskega sistema Windows.
- 16. december – John Gotti postane šef mafijske družine Gambino po umoru Paula Castellana in Thomasa Bilottija.
- 27. december – v terorističnih napadih organizacije Abuja Nidala na letališčih v Rimu in na Dunaju umre 18 ljudi, 120 je ranjenih.

## Svetovna populacija
| Svetovna populacija | Svetovna populacija | Svetovna populacija | Svetovna populacija | Svetovna populacija | Svetovna populacija | Svetovna populacija |
|                     | 1985                | 1980                | 1980                | 1990                | 1990                |                     |
| ------------------- | ------------------- | ------------------- | ------------------- | ------------------- | ------------------- | ------------------- |
| Svet                | 4.830.979.000       | 4.434.682.000       | 396.297.000         | 5.263.593.000       | 432.614.000         |                     |
| Afrika              | 541.814.000         | 469.618.000         | 72.196.000          | 622.443.000         | 80.629.000          |                     |
| Azija               | 2.887.552.000       | 2.632.335.000       | 255.217.000         | 3.167.807.000       | 280.255.000         |                     |
| Evropa              | 706.009.000         | 692.431.000         | 13.578.000          | 721.582.000         | 15.573.000          |                     |
| Južna Amerika       | 401.469.000         | 361.401.000         | 40.068.000          | 441.525.000         | 40.056.000          |                     |
| Severna Amerika     | 269.456.000         | 256.068.000         | 13.388.000          | 283.549.000         | 14.093.000          |                     |
| Oceanija            | 24.678.000          | 22.828.000          | 1.850.000           | 26.687.000          | 2.009.000           |                     |

## Rojstva
- 7. januar – Lewis Hamilton, britanski dirkač Formule 1
- 22. januar – Jure Henigman, slovenski dramski igralec
- 5. februar – 
  - Cristiano Ronaldo, portugalski nogometaš
  - Damjan Murko, slovenski pevec zabavne glasbe, samopromotor
- 28. februar – 
  - Jelena Janković, srbska tenisačica
  - Rok Urbanc, slovenski smučarski skakalec
- 26. marec – Keira Knightley, ameriška igralka
- 10. april – Matija Čakš,  slovenski veterinar in politik.
- 24. maj – Jernej Vrtovec, slovenski politik in teolog
- 5. junij – Nejc Gazvoda, slovenski pisatelj, režiser in scenarist
- 10. junij – Rok Perko, slovenski smučar
- 27. junij – Svetlana Kuznecova, ruska tenisačica
- 30. junij – Michael Phelps, ameriški plavalec
- 2. julij – Ashley Tisdale, ameriška pevka, igralka in fotomodel
- 9. julij – Mirza Begić, slovenski košarkar
- 14. julij – Tina Marinšek, slovenska pevka
- 25. julij – Nelson Piquet mlajši, brazilski dirkač Formule 1
- 26. julij – Gaël Clichy, francoski nogometaš
- 29. september – Dani Pedrosa, španski motociklistični dirkač
- 1. oktober – Tiruneš Dibaba, etiopska atletinja
- 8. oktober – Bruno Mars, ameriški pevec
- 16. oktober – Casey Stoner, avstralski motociklistični dirkač
- 24. oktober – Wayne Rooney, angleški nogometaš
- 18. november – Allyson Felix, ameriška atletinja
- 25. november – Franjo Oset, slovenski glasbenik

## Smrti
- 4. januar – Brian Gwynne Horrocks, britanski general (* 1895)
- 6. januar – Vladimir Konstantinovič Kokkinaki, ruski preskusni pilot (* 1904)
- 14. januar – Lama Anagarika Govinda (Ernst Lothar Hoffman), nemški tibetanski budistični filozof (* 1898)
- 4. februar – Svetozar Ilešič, slovenski geograf (* 1907)
- 5. februar – Franc Kolenc, slovenski pisatelj, novinar in duhovnik (* 1908)
- 26. februar – Tjalling Koopmans, nizozemski ekonomist, nobelovec (* 1910)
- 10. marec – Konstantin Černenko, ruski politik (* 1911)
- 28. marec – Marc Chagall, belorusko-francoski slikar (* 1887)
- 1. april – Adolf Drolc, slovenski zdravnik (* 1914)
- 11. april – Enver Hoxha, albanski politik in diktator (* 1908)
- 21. april – Tancredo Neves, brazilski politik (* 1910)
- 5. maj – Angela Vode, slovenska pedagoginja in aktivistka (* 1892)
- 16. junij –  Heinrich Böll, nemški pisatelj, nobelovec (* 1917)
- 17. julij – Susanne Langer, ameriška filozofinja (* 1895)
- 31. avgust – Frank Macfarlane Burnet, avstralski zdravnik in virolog, nobelovec (* 1899)
- 4. september – Mira Mihelič, slovenska pisateljica in prevajalka (* 1912)
- 7. september – George Pólya, madžarsko-ameriški matematik, fizik in metodolog (* 1887)
- 10. september – Ernst Julius Öpik, estonski astronom (* 1893)
- 19. september – Italo Calvino, italijanski pisatelj in novinar kubanskega rodu (* 1923)
- 30. september – Charles Francis Richter, ameriški fizik in seizmolog (* 1900)
- 6. oktober – Ludvik Čepon, slovensko-ameriški filozof, župnik in profesor teologije (* 1906)
- 10. oktober – 
  - Yul Brynner, ameriški igralec (* 1920)
  - George Orson Welles, ameriški režiser, novinar, igralec in radijec (* 1915)
- 22. oktober – Thomas Townsend Brown, ameriški fizik (* 1905)
- 29. oktober – Jevgenij Mihajlovič Lifšic, ruski fizik (* 1915)
- 16. december – Paul Castellano, italijansko-ameriški mafijec (* 1915)
- 27. december – Dian Fossey, ameriška zoologinja (* 1932)

## Nobelove nagrade
- Fizika – Klaus von Klitzing
- Kemija – Herbert A. Hauptman, Jerome Karle
- Fiziologija ali medicina – Michael S. Brown, Joseph L. Goldstein
- Književnost – Claude Simon
- Mir – Mednarodni zdravniki proti jedrski vojni
- Ekonomija – Franco Modigliani